# Propiedad horizontal
La propiedad horizontal es una figura jurídica que hace referencia al conjunto de normas que regulan la división, organización y uso de diversos inmuebles resultantes de la segregación de un edificio o de un terreno común.
En sí misma, la propiedad horizontal no es un bien inmueble específico, sino un régimen legal que determina la forma en que se divide un inmueble y regula la relación entre los propietarios de los elementos privativos y las zonas o bienes comunes generados por dicha división. Este régimen permite la organización de los copropietarios, regula los derechos y obligaciones de cada uno y asegura el adecuado mantenimiento y conservación de los bienes comunes.
Se trata por tanto de aquella especial y seccional forma de división de la propiedad que se ejerce sobre viviendas, oficinas, locales comerciales, bodegas, estacionamientos, recintos industriales, sitios y otros en que se divida un condominio y que atribuye al titular de dichas unidades un derecho de propiedad absoluto y exclusivo sobre las mismas, y un derecho de copropiedad forzada respecto a los bienes de dominio común.
Así pues, junto con el piso, el derecho de propiedad horizontal incluye un porcentaje de propiedad sobre los elementos comunes de todos los propietarios de pisos en el edificio en cuestión. Tales elementos se consideran necesarios para el adecuado uso y disfrute del piso, y la cuota que exista sobre ellos es completamente inherente a la propiedad del piso, siendo inseparable de ésta.
La propiedad horizontal es una mezcla de propiedad individual y copropiedad. No es una empresa, una sociedad, una entidad sin ánimo de lucro cualquiera. Es una entidad sin ánimo de lucro distinta a las otras entidades sin ánimo de lucro. Puede haber propiedad individual y copropiedad sin que exista propiedad horizontal y este es el caso de las Unidades Inmobiliarias Cerradas, las que también pueden coexistir dentro de un mismo complejo inmobiliario con las propiedades horizontales. A principios del siglo pasado, y hasta 1960, se expidieron en muchos países leyes que cobijaban tanto a las propiedades horizontales como a las Unidades Inmobiliarias Cerradas, las que se llamaron ley de propiedad por pisos y departamentos, pero luego se tendió a expedir leyes individuales para cada tipo de propiedad. En Colombia, la Ley 675 2001 dedica los primeros títulos a la propiedad horizontal y, el último a las Unidades Inmobiliarias Cerradas. A la propiedad horizontal también se le llama condominio y ley de residencia permanente.

## Regulación por país

### Argentina
En Argentina, el artículo 2037º del nuevo Código Civil y Comercial define la propiedad horizontal como el derecho real que se ejerce sobre un inmueble propio que otorga a su titular facultades de uso, goce y disposición material y jurídica que se ejercen sobre partes privativas y sobre partes comunes de un edificio, de conformidad con lo que establece este título y el respectivo reglamento de propiedad horizontal. Las diversas partes del inmueble así como las facultades que sobre ellas se tienen son interdependientes y conforman un todo no escindible. Dicho artículo viene a derogar a la antigua ley de Propiedad Horizontal que estaba vigente desde el 13 de octubre de 1948.

### Colombia
La propiedad horizontal se encuentra regulada por la ley 675 de 2001. Esta ley cobija tanto a las propiedades horizontales como a las unidades inmobiliarias cerradas, pero la ley no prevé, como en efecto se da, que puedan coexistir en un complejo urbanístico al interior de una copropiedad, tanto propiedades horizontales como unidades inmobiliarias cerradas. Solo prevé la responsabilidad del administrador para que sea reglamentada posteriormente por el Gobierno Nacional. Así es que la propiedad horizontal y las unidades inmobiliarias cerradas que se sometan a esta ley, son irresponsables e inembargables. Su persona jurídica no tiene patrimonio sino recursos patrimoniales, de propiedad de los propietarios individuales, porque la persona jurídica está conformada por los propietarios individuales.
La ley 675 es un tratado contable, respira contabilidad por todos los poros y está por encima de cualquier decreto contable aplicable a los comerciantes o a las microempresas. La ley 675 estableció esta persona jurídica tomándola de una ley anterior, la ley 428, la que fue derogada por la ley 675, al igual que las otras leyes y decretos anteriores. Es un error común en los tratadistas asignarle un patrimonio independiente objeto de embargo a la propiedad horizontal, porque en esta Ley 675 solo hay bienes comunes y bienes privados. No hay bienes de la persona jurídica en forma independiente, por lo que los bienes que están a disposición de la administración son bienes comunes inembargables como cualquier otro bien común. La propiedad horizontal en esta ley 675 no tiene patrimonio autónomo, embargable y responsable. Por esta razón, y porque es una persona jurídica sin ánimo de lucro, no paga impuestos y está obligada a cumplir con los principios de contabilidad generalmente aceptados. Todo lo contrario, su contabilidad, para ser coherentes con todo el texto de la ley, debe ser la contabilidad presupuestal y no la contabilidad patrimonial porque no tiene patrimonio independiente. Los balances no son pertinentes, porque no tienen sentido con fines tributarios, porque se llevan por el sistema de causación obligado para las comerciantes, y las propiedades horizontales no son comerciantes, porque hacen depreciaciones que desfiguran el verdadero déficit o superávit, y porque significan unas erogaciones sin beneficio alguno. En cambio, la contabilidad presupuestal sí es coherente con los mandatos de elaborar los presupuestos de ingresos y de gastos y de someter a la asamblea las cuotas de administración para su aprobación, lo que no se basa en balances, ni éstos ayudan a cumplir con los otros mandatos contables inmersos en la ley 675. La ley 675 es un tratado contable, respira contabilidad por todos los poros y está por encima de cualquier otra ley, decreto, código, etc.

### Chile
La copropiedad inmobiliaria está regulada en la ley 21.442 de abril de 2022 y su reglamento. Previo a este año, estaba regulada por la ley 19.537 de 1997 y su reglamento (decreto número 46 del año 1998), los que a su vez reemplazaron a la antigua ley 6.071 sobre Propiedad de Pisos y Departamentos.
Los copropietarios tienen un derecho de propiedad absoluto y exclusivo respecto de la unidad y son comuneros respecto a los bienes de dominio común. La propiedad individual va unida a la copropiedad, ya que por regla general los bienes de dominio común no pueden circular en forma independiente de la unidad. Los derechos de cada propietario en los bienes de dominio común son inseparables del derecho de dominio exclusivo sobre la unidad, por tanto, esos derechos se entienden comprendidos en la transferencia de dominio, en el gravamen o en el embargo de la respectiva unidad (artículo 3 de la ley de copropiedad inmobiliaria).
Cada copropiedad posee un reglamento de copropiedad propio, el que regula los derechos y obligaciones recíprocos entre copropietarios, junto con la forma de administración interna, ajustándose a la ley de copropiedad inmobiliaria y su reglamento. Las normas del reglamento de copropiedad son obligatorias para los copropietarios, para quienes les sucedan en el dominio y para los ocupantes de las unidades a cualquier título.

### Ecuador
El análisis de la normativa legal, nacional y extranjera, determina que la legislación ecuatoriana es la más rígida de Latinoamérica y España. La actual ley establece que se requiere el consentimiento unánime de todos los copropietarios de un bien en propiedad horizontal para efectuar modificaciones o mejoras en los edificios; para resolver la necesidad de gravámenes si se requiere ejecutar obras de mejoras extraordinarias y para aprobar la realización de obras de mantenimiento fuera de presupuesto.
Según lo estipulado en la ley, bastaría con que uno de los condóminos se oponga, así represente menos del 0.01% de las alícuotas del condominio, para que ninguna de las obras, mejoras, modificaciones, etc., que se plantee realizar en un inmueble bajo el régimen de propiedad horizontal se ejecute.
“La motivación para tal irracionalidad usualmente es de consideración individual por sobre los intereses comunes o del inmueble y está sustentada en el interés económico o personal (artículo 7 de la Ley de Propiedad Horizontal)”.
Esa es la realidad legal vigente y sus consecuencias perjudican no sólo a los condóminos y al inmueble en sí por el evidente deterioro al que estaría expuesto, sino también a la plusvalía que podría alcanzar, a la vez que atenta contra cualquier posibilidad de motivación para que la inversión en proyectos de propiedad horizontal se vea motivada

### España
En el Derecho de España, la propiedad horizontal queda definida en el artículo 396 Archivado el 28 de septiembre de 2013 en Wayback Machine. del Código civil, que afirma que los diferentes pisos o locales de un edificio o las partes de ellos susceptibles de aprovechamiento independiente por tener salida propia a un elemento común de aquél o a la vía pública podrán ser objeto de propiedad separada, que llevará inherente un derecho de copropiedad sobre los elementos comunes del edificio, que son todos los necesarios para su adecuado uso y disfrute.
De esta forma, la propiedad horizontal se define como un tipo especial de propiedad caracterizada por la coexistencia de dos derechos de propiedad distintos:
- El derecho singular y exclusivo de propiedad sobre un espacio suficientemente delimitado y susceptible de aprovechamiento independiente, con los elementos arquitectónicos e instalaciones de todas clases, aparentes o no, que estén comprendidos dentro de sus límites y sirvan exclusivamente al propietario, así como el de los anejos que expresamente hayan sido señalados en el título, aunque se hallen fuera del espacio delimitado.
- La copropiedad, con los demás dueños de pisos o locales, de los restantes elementos, pertenencias y servicios comunes.

El referido artículo 396 del Código Civil, enumera exhaustivamente una serie de elementos considerados comunes, si bien, como fundamenta la sentencia del Tribunal Supremo del 30-03-2007, dicha enumeración tiene un carácter meramente indicativo y abierto, y no de "numerus clausus". De esta manera, se menciona el suelo, vuelo, cimentaciones y cubiertas; elementos estructurales y entre ellos los pilares, vigas, forjados y muros de carga; las fachadas, con los revestimientos exteriores de terrazas, balcones y ventanas, incluyendo su imagen o configuración, los elementos de cierre que las conforman y sus revestimientos exteriores; el portal, las escaleras, porterías, corredores, pasos, muros, fosos, patios, pozos y los recintos destinados a ascensores, depósitos, contadores, telefonías o a otros servicios o instalaciones comunes, incluso aquéllos que fueren de uso privativo; los ascensores y las instalaciones, conducciones y canalizaciones para el desagüe y para el suministro de agua, gas o electricidad, incluso las de aprovechamiento de energía solar; las de agua caliente sanitaria, calefacción, aire acondicionado, ventilación o evacuación de humos; las de detección y prevención de incendios; las de portero electrónico y otras de seguridad del edificio, así como las de antenas colectivas y demás instalaciones para los servicios audiovisuales o de telecomunicación, todas ellas hasta la entrada al espacio privativo; las servidumbres y cualesquiera otros elementos materiales o jurídicos que por su naturaleza o destino resulten indivisibles.
Además, este tipo de propiedad está regulado por una Ley especial, cual es la Ley 49/1960, de 21 de julio, sobre propiedad horizontal, que ha sido modificada por la Ley 8/1999 de 6 de abril, de Reforma de la Ley 49/1960, de 21 de julio, sobre Propiedad Horizontal. La última modificación realizada sobre la Ley de Propiedad Horizontal Archivado el 27 de septiembre de 2013 en Wayback Machine. ha sido el 26 de junio de 2013 mediante la Ley 8/2013 de Rehabilitación, Regeneración y Renovación urbanas.

### Uruguay
Ley 10.751, modificativas y concordantes
Si bien la definición de propiedad horizontal no difiere sustancialmente de la definición proporcionada por la ley argentina, en la práctica la propiedad horizontal Uruguaya es diferente. En Uruguay la copropiedad no cuenta con personería jurídica, de modo que en caso de ser necesario demandar "al edificio", habrá que demandar en forma individual a todos y cada uno de los copropietarios.
En cuanto a su naturaleza jurídica, existen diferentes posiciones, de entre las cuales destacaremos las dos corrientes de pensamiento más relevantes: la teoría MONISTA, que entiende que la propiedad horizontal consagra una forma nueva y diferente de estar la cosa en propiedad,  caracterizada por el ejercicio de un poder exclusivo y más intenso en las partes que se destinan al uso individual, y un poder compartido de acuerdo al valor real de cada unidad, sobre los bienes afectados al uso común; y la teoría DUALISTA, que entiende que en la propiedad coexisten dos tipos de propiedad: la propiedad individual y la propiedad común.

### Venezuela
La Propiedad Horizontal . Es una propiedad especial que se constituye exclusivamente sobre edificios divididos en apartamentos o locales que pueden ser aprovechados independientemente.
La propiedad horizontal tiene como principal característica que en ella coexisten dos clases de derecho de propiedad. Un derecho de propiedad individual, sobre el apartamento o local, y un derecho de propiedad colectivo o de la comunidad que conforma el edificio, sobre las áreas comunes de toda la construcción.
En este tipo de construcciones, por mandato de la ley deberá haber un grupo de personas que dirijan la manera de administrar los gastos de mantenimiento del edificio. A este grupo se le llama Junta de Condominio.
También es bueno que sepamos que para que en un edificio exista legalmente la propiedad horizontal, previamente debe de haberse redactado y presentado en la oficina de registro inmobiliario un documento que se le llama Documento de Condominio que es el documento de la comunidad de ese edificio. En este documento se señala entre otras cosas, la intención del constructor del edificio de destinarlo a la venta por apartamentos o locales, se especifica qué uso se le va a dar a estos apartamentos o locales, se señalan las características de la construcción del edificio, su tamaño, número de pisos, cuantas personas conformarán la junta de condominio, etc.
La base legal de la Propiedad Horizontal es la Ley de Propiedad horizontal 31 de octubre de 1991